# Asp-Holmblad
Asp-Holmblad A/S er en dansk stearinlysfabrik, som tidligere også fremstillede sæbe. Virksomheden er kongelig hofleverandør.
Virksomheden blev grundlagt 3. april 1919 ved en sammenlægning af O.F. Asp A/S, stearinlysfabrik og sæbefabrik og L.P. Holmblad, som begge blev overtaget af A/S Det Danske Medicinal- & Kemikalie-Kompagni.
Stearinlysfabrikken lå på Blegdamsvej 104, mens sæbefabrikken lå på Prags Boulevard 37, begge i København. Asp-Holmblad havde desuden et udsalg på Østergade 61 i København, som lukkede i 1972. I dag ligger virksomheden på Slotsmarken 10 i Hørsholm.
Der lå også en stearinlysfabrik i Helsingør til den brændte den 24. oktober 1982. Ifølge den brandtekniske vurdering opstod ilden i fabrikkens smelteri. Rørene, som transporterede den varme olie til smeltningen af stearin i smelteriet, var isoleret med ubeskyttet Rockwool. Det havde i flere tilfælde givet anledning til brandtilløb, da isoleringen kunne blive forurenet med smeltet stearin. Det er sandsynligt, at branden er selvantændt i isolationsmaterialet, som var forurenet af stearin og varmet op af olien i rørene.
Virksomheden har indregistreret mottoet "Det levende lys".